# بارکهاگن
بارکهاگن (به آلمانی: Barkhagen) یک شهر در آلمان است که در لودویگسلوست-پارشیم واقع شده‌است. بارکهاگن ۶۱۱ نفر جمعیت دارد.